# Andrea Angrisani
Andrea Angrisani (Roma, 22 dicembre 1958) è un rugbista a 15 italiano, di ruolo terza linea ala.
Nella sua carriera veste le maglie di CUS Roma, Rugby Roma e L’Aquila. 
In nazionale esordisce precoce il 20 settembre 1979 nella vittoria contro il Marocco, raccogliendo complessivamente 7 gettoni e segnando una meta proprio nella partita di esordio.